# Ravilja Agletdinova
Ravilja Agletdinova-Kotovič (belorusko Равиля Аглетдинова-Котович), beloruska atletinja, * 10. februar 1960, Kurgonteppa, Sovjetska zveza, † 25. junij 1999, Žlobin, Belorusija.
Ni nastopila na poletnih olimpijskih igrah. Leta 1986 je osvojila naslov prvakinje na evropskem prvenstvu v teku na 1500 m. 